# 33624 Omersiddiqui
33624 Omersiddiqui è un asteroide della fascia principale. Scoperto nel 1999, presenta un'orbita caratterizzata da un semiasse maggiore pari a 2,3283242 UA e da un'eccentricità di 0,1535223, inclinata di 5,55163° rispetto all'eclittica.